# Porta Termini
Porta Termini (anche porta di Termini) è stata una delle porte cittadine di Palermo. Il nome può aver avuto origine dal fatto che il luogo dove sorgeva segnava il termine di un giardino ivi esistente oppure per il fatto di essere rivolta verso Termini (e Messina).

## Storia
Lo storiografo Tommaso Fazello, sposa la tesi di Francesco Baronio, adducendo la motivazione alla posizione, ovvero di baluardo d'ingresso posto sulla direttrice per Termini Imerese verso est, collegamento che attraversa i terreni di San Giovanni dei Lebbrosi, scavalcando l'Oreto col Ponte dell'Ammiraglio, lambendo i primitivi dattereti e il Parco della Favara. L'architetto Paolo Amato per contro, sosteneva la tesi per la quale la terminologia derivasse dalla presenza dei bagni e impianti termali esistenti nella contrade della Guadagna e di Maredolce ubicate nei dintorni.
In seguito alla conquista normanna del 1072 fu costruita a Palermo una nuova cinta muraria, uno dei varchi d'accesso alla città era costituito da «Porta di Termini», l'esistenza della stessa è sicuramente attestata a partire dal 1171. La prima documentazione scritta risale a Matteo d'Ajello, atto pubblico riguardante la donazione di terreni destinati ad orto adiacenti ai manufatti, atto giuridico stipulato a favore del monastero dell'Ordine benedettino della chiesa di Santa Maria del Cancelliere.
Nel 1316 insieme a Porta dei Greci subì gli assalti dell'esercito di re Roberto d'Angiò comandato da Tommaso Marciani, assalto che fu eroicamente respinto; stessa sorte toccò, nel giugno del 1325, a Carlo d'Angiò, duca di Calabria. In seguito fu restaurata nel 1328 durante il regno di Federico II d'Aragona e di nuovo nel XVI secolo.
Abbellita da Pietro Speciale pretore, nel 1535 vi transitò Carlo V lasciando la città dopo la trionfale accoglienza per la conquista di Tunisi ed aver soggiornato nel Palazzo Ajutamicristo, in seguito dei principi Paternò - Moncada. Nel XVI secolo è documentata la costruzione del baluardo denominato di «Porta Termini». Attraverso la porta facevano il loro ingresso solenne i novelli arcivescovi, il corteo processionale procedeva dalla chiesa di San Cristoforo fino alla cattedrale metropolitana primaziale della Santa Vergine Maria Assunta per la cerimonia d'intronizzazione, il primo evento si registrò l'11 maggio 1609 con la nomina di Giannettino Doria.
Nel 1688 vi fu eretto, dal lato che dava sulla città, l'oratorio della Compagnia della Pace. Nel passaggio era riprodotta l'immagine raffigurante la Madonna dell'Itria. Nelle immediate vicinanze sorge la Porta di Vicari. In seguito all'alluvione del 7 ottobre 1772, una linea rossa segnava l'altezza raggiunta dalle acque (8 piedi) per l'evento eccezionale. La porta e l'oratorio furono entrambi abbattuti nel 1852 dal generale Carlo Filangieri, principe di Satriano, per permettere un facile accesso alla città in caso di insurrezioni, sia per evitare, essendo già stati utilizzati come fortilizio dagli insorti durante i moti del 1820, il riutilizzo col medesimo scopo.
La porta dava il nome ad una delle più importanti vie di Palermo e fu appunto da via di Porta Termini (ora denominata via Giuseppe Garibaldi) che i garibaldini della spedizione dei Mille entrarono nella città approfittando della sua vulnerabilità, provocando di fatto l'insurrezione della città. La porta era custodita da 59 soldati borbonici del 9º Reggimento di Linea i quali, appostati dietro un terrapieno, sostennero inizialmente l'urto dell'attacco ma, successivamente, non ricevendo ulteriori rinforzi si ritirarono verso il corpo di guardia delle Regie Poste, ubicato vicino alla chiesa di San Cataldo.
In ricordo dell'avvenimento fu collocata sul muro di via Garibaldi che conduceva alla Porta la seguente iscrizione:

## Posizione
Situata nella parte sud orientale delle mura cittadine, a circa metà dell'attuale via Lincoln, era collegata da un ampio stradone al ponte dell'Ammiraglio, e da essa si dipartiva la regia trazzera per Ventimiglia di Sicilia.